# Akademie für öffentliche Verwaltung der Republik Moldau
Die Akademie für öffentliche Verwaltung (rumänisch Academia de Administrare Publică, kurz: AAP) ist eine Hochschule für Verwaltungswissenschaften in der Republik Moldau. Sie befindet sich in der Hauptstadt Chișinău und ist auf die Ausbildung und Weiterbildung von Fach- und Führungskräften für den öffentlichen Dienst spezialisiert.

## Geschichte
Die Akademie wurde 1993 unter dem Namen Academia de Studii în Domeniul Administrării Publice gegründet, um den Bedarf an qualifiziertem Personal in der öffentlichen Verwaltung der Republik Moldau zu decken. Sie entwickelte sich rasch zu einer zentralen Ausbildungsstätte für Verwaltungswissenschaften.

## Studienangebot
Die AAP bietet Bachelor-, Master- und Weiterbildungsprogramme in verschiedenen Bereichen der öffentlichen Verwaltung an, darunter:
- Öffentliche Verwaltung
- Internationale Beziehungen
- Verwaltungsmanagement
- Personalmanagement im öffentlichen Sektor

Die Programme richten sich sowohl an Berufseinsteiger als auch an bereits im öffentlichen Dienst tätige Fachkräfte.

## Forschung
Die AAP genießt in Moldau einen exzellenten Ruf. Viele Absolventen bekleiden führende Positionen in Ministerien, Behörden und internationalen Organisationen. Die Akademie engagiert sich national und international in Forschungsprojekten zu aktuellen Fragen der Verwaltungsmodernisierung und Governance.

## Berühmte Absolventen
- Maia Sandu (* 1972), Präsidentin der Republik Moldau
- Mihail Formuzal (* 1959), moldauischer Politiker